# سیدنی فرودگاه (۱۸۰۳)
سیدنی فرودگاه (۱۸۰۳) (به انگلیسی: Sydney Cove (1803)) یک کشتی است. این کشتی در سال ۱۸۰۳ ساخته شد.